# Kammama
Kammama fou una ciutat de l'Imperi Hitita, al nord d'Hattusa, que fou saquejada pels kashka després del 1400 aC sota el regnat d'Arnuwandas I. Als "fets de Subiluliuma I" s'esmenten operacions d'aquest rei a la zona a la part final del seu regnat, vers 1330 aC.